# NGC 3212
NGC 3212 este o galaxie spirală situată în constelația Dragonul. A fost descoperită în 26 septembrie 1802 de către William Herschel.